# Barkhausens rörformel
Barkhausens rörformel, uppkallad efter den tyske fysikern Heinrich Barkhausen, härledes från början från elektrotekniken där den användes vid beräkningar av elektronrör. Dess tillämpningsområde är i dagsläget mestadels inom termodynamiken.
Låt F(x,y,z) vara en funktion av klass C1 från R3 till R.
Antag att F:s partiella derivator är skilda från noll i punkten (a,b,c):
{\displaystyle f_{z}^{\prime }(a,b,c)} ≠ {\displaystyle 0}.
Detta medför (enligt implicita funktionssatsen) att z i en omgivning av (a,b,c) är en partiellt deriverbar funktion av x och y med
{\displaystyle {\partial z \over \partial x}=-{\partial f'_{x} \over \partial f'_{z}}.}
På samma sätt leder {\displaystyle f_{y}^{\prime }(a,b,c)} ≠ {\displaystyle 0} till att
{\displaystyle {\partial y \over \partial z}=-{\partial f'_{z} \over \partial f'_{y}}.}
Av {\displaystyle f_{x}^{\prime }(a,b,c)} ≠ {\displaystyle 0} får vi
{\displaystyle {\partial x \over \partial y}=-{\partial f'_{y} \over \partial f'_{x}}.}
Från dessa får vi Barkhausens rörformel
{\displaystyle {\partial z \over \partial x}{\partial y \over \partial z}{\partial x \over \partial y}=-1,}
eller, med ett precisare skrivsätt som indikerar vilken variabel som hålls konstant vid den partiella deriveringen,
{\displaystyle \left({\partial z \over \partial x}\right)_{y}\left({\partial y \over \partial z}\right)_{x}\left({\partial x \over \partial y}\right)_{z}=-1.}